# Molophilus albohalteratus
Molophilus albohalteratus là một loài ruồi trong họ Limoniidae. Chúng phân bố ở miền Cổ bắc.